# モア・ザン・フィジカル
「モア・ザン・フィジカル」は、イギリスのガール・グループであるバナナラマの3枚目のスタジオ・アルバム『ヴィーナス〜バナナラマ3』に収録されている楽曲。1986年8月11日に発売され、アルバムから3枚目のシングルとしてリリースされた。共作とプロデュースにストック・エイトキン・ウォーターマンが参加した。新たに作り直したヴァージョンがシングル・ヴァージョンとして発売された。

## 背景と作曲
ナンバーワン・ヒットになった前作「ヴィーナス」に引き続いて、Hi-NRG色が強い。「モア・ザン・フィジカル」はストック・エイトキン・ウォーターマンとの蜜月関係の始まりにあたるが、時折起こる激しいいさかいもありマイク・ストックはバンドと曲を作るのは難しいと感じていた、しかしマネージメントとの契約の問題もあってそれらをやり遂げるしかなかった。
「誰かが君をバカにしたり嘲笑ったりする中、クリエイティヴでいるのは難しい。バナナラマとの共作は気まずく、彼女たちと過ごすのは全然快適ではなかった」。

## ミュージック・ビデオと使用
シングル・ヴァージョンを使ったミュージック・ビデオはピーター・ケアによって監督され、バナナラマの新しいグラマラスでセクシーなスタイルを開発した。ビデオはメンバーの他に上半身裸の筋肉質な男たちが登場し、いくつかのショットはカラー・フィルターが使われ、上半身だけを映したり、時には動きがスローになる加工がされている。モデルの中の一人はカレン・ウッドワードの当時の彼氏でもあったデヴィッド・スコット・イヴァンスである。
ミシェル・ホルムスとシヴォーン・フィネランが主演した1987年のイギリス映画『リタ、スー・アンド・ボブ・トゥー』に使われた。そのシーンは彼女たちがボブとミシェルの子守をしている最中、テレビで曲が流れているというもの。

## チャート成績
MTVで頻繁に放映されたにもかかわらず、「モア・ザン・フィジカル」は「ヴィーナス」の成功には及ばない全英シングルチャートで41位、Billboard Hot 100で73位という結果に終わった。だがアイルランドでは25位、オーストラリアでは28位、ドイツでは38位を記録している。また全米ではHot Dance Club Playのチャートで5位に到達した。

## トラックリスト
- UK,US,カナダ,オーストラリア 7"シングル

1. "More Than Physical" 3:18
2. "Scarlett"  4:11

- UK 7インチ・ダブルパック

1. "More Than Physical" – 3:18
2. "Scarlett" – 4:11
3. "Venus" – 3:38
4. "White Train" – 3:50

- UK 7インチ・ピクチャー・ディスク

1. "More Than Physical" (Worldwide Single Version) – 3:20
2. "Venus" (Original Version) – 3:38
3. "Scarlett" – 4:11

オリジナル・ヴァージョンの「ヴィーナス」は通常の7"ヴァージョンから更にミックスされている。
- UK 12インチ・シングル

1. "More Than Physical" (Garage Mix) – 8:45
2. "More Than Physical" (Dub) – 4:58
3. "Scarlett" (Extended Version) – 5:20

- UK 12インチ・シングル (The Essential Ian Levine Dance Pack)

1. "More Than Physical" (Musclebound Mix) – 10:00
2. "Venus" (The Hellfire Mix) – 9:20
3. "Scarlett" – 4:11

- US 12インチ・シングル

1. "More Than Physical" (Garage Mix) – 8:45
2. "More Than Physical" (Dub) – 4:58
3. "More Than Physical" (7″ Mix) – 3:18

## チャート成績
| チャート (1986)                                 | 最高 位 |
| ----------------------------------------------- | ------- |
| オーストラリア (ケント・ミュージック・レポート) | 28      |
| ヨーロッパ (European Hot 100 Singles)           | 99      |
| ヨーロッパ (European Airplay Top 50)            | 47      |
| アイルランド (IRMA)                             | 25      |
| UK シングルス (OCC)                             | 41      |
| US Billboard Hot 100                            | 73      |
| US Dance Club Songs (Billboard)                 | 5       |
| US Dance Singles Sales (Billboard)              | 26      |
| US キャッシュボックス Top 100                   | 72      |
| 西ドイツ (GfK Entertainment charts)             | 38      |